# Sak Noel
Sak Noel, nome artístico de Isaac Mahmood Noell (La Cellera de Ter, GI, 12 de abril de 1983) é um DJ, produtor e diretor de vídeos musicais. Ele também é fundador e co-proprietário da Moguda.
Sak Noel, começou na música como um adolescente, influenciado pela música eletrônica. Ele é mais conhecido pela música "Loca People", que foi um grande sucesso nas paradas europeias. Um novo single chamado Paso (The Anthem Nini) estreou em 15 de novembro de 2011.

## Discografia

### Singles
| Título                         | Ano  | Posição nas paradas | Posição nas paradas | Posição nas paradas | Posição nas paradas | Posição nas paradas | Posição nas paradas | Posição nas paradas | Posição nas paradas | Posição nas paradas | Posição nas paradas | Certificações   |
| Título                         | Ano  | AUT                 | BEL (VL)            | BEL (WA)            | DEN                 | FRA                 | IRE                 | NLD                 | SWE                 | SWI                 | UK                  | Certificações   |
| ------------------------------ | ---- | ------------------- | ------------------- | ------------------- | ------------------- | ------------------- | ------------------- | ------------------- | ------------------- | ------------------- | ------------------- | --------------- |
| "Loca People"                  | 2011 | 1                   | 1                   | 7                   | 1                   | 12                  | 14                  | 1                   | 5                   | 2                   | 1                   | - DEN: Platinum |
| "Paso (The Nini Anthem)"       | 2011 | 45                  | —                   | —                   | —                   | —                   | —                   | —                   | —                   | —                   | 158                 |                 |
| "Where? (I Lost My Underwear)" | 2012 | —                   | —                   | —                   | —                   | —                   | —                   | —                   | —                   | —                   | —                   |                 |

## Vídeos musicais
- 2011: "Loca People" (dirigido por Sak Noel)
- 2011: "Paso (The Nini Anthem)" (dirigido por Sak Noel)